# Вогнетривкі глини

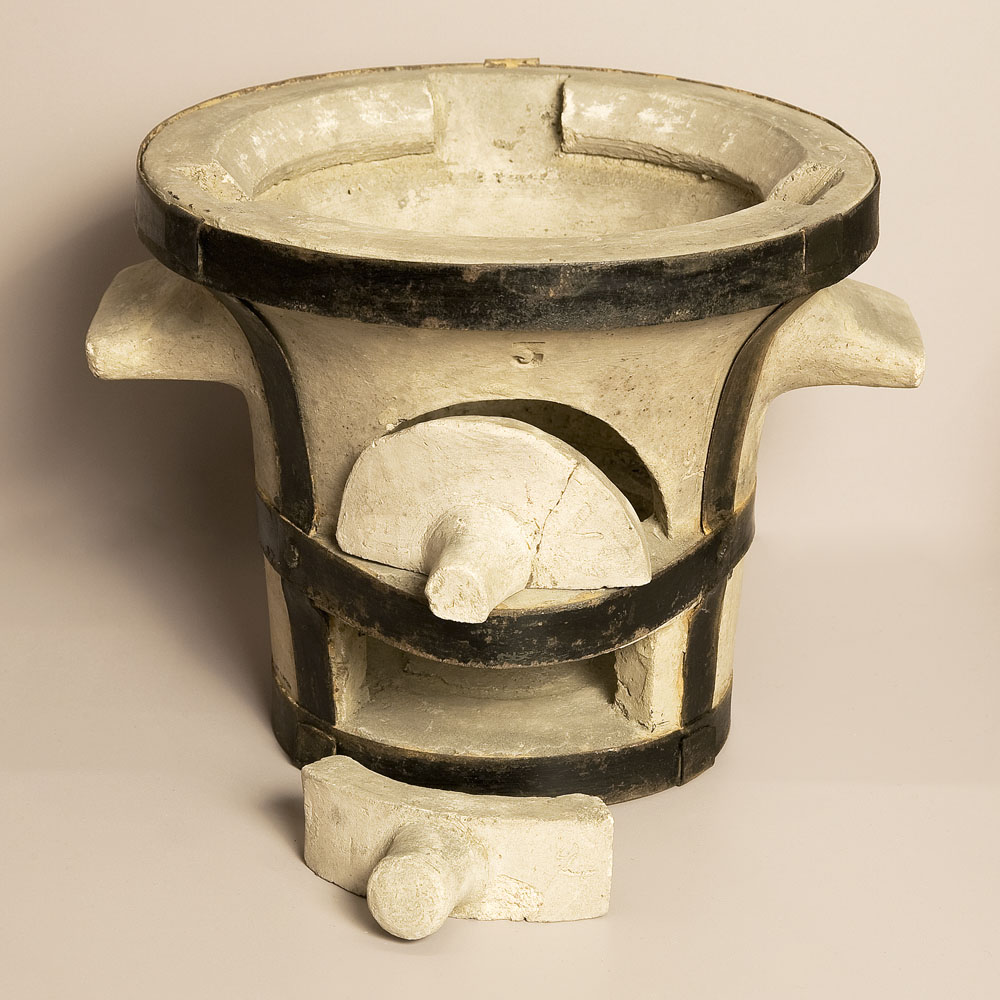
Піч з вогнетривкої глини

Вогнетривкі глини — глинисті породи з температурою плавлення 1580 °C. Використовуються у виробництві кераміки, зокрема вогнетривкої цегли. До вогнетривких глин відносять вогнетривкі осадові глинисті породи, що втратили пластичність в результаті геологічних процесів, такі як «сухарні глини».
Висока температура плавлення (вогнетривкість) глинистої сировини зумовлена присутністю в ній глинистих мінералів групи каолініту і мінералів вільного глинозему. Домішки мінералів групи монтморилоніту підвищує пластичність і сполучну властивість сировини, а наявність мінералів групи гідрослюд поліпшує спікаємість. Таким чином, вогнетривкі глини являють собою глинисту сировину, що складається по суті з глинистих мінералів групи каолініту. В цьому відношенні вогнетривкі глини подібні з каолінами, від яких вони відрізняються перш за все гранулогічним складом.
Промислові поклади вогнетривких глин підрозділяються на чотири основних мінеральних типи: гідраргіліт-каолінітовий, каолінітовий, монтморилоніт-каолінітовий і гідрослюдисто-каолінітовий.

## Використання
Вогнетривкі глини використовуються в металургії для виробництва вогнетривів; в машинобудуванні — як зв'язка в суміші при виготовленні глинисто-піщанистих ливарних форм (переважно монтморилоніт і гідрослюдисто-каолінітової глини); в будівельному виробництві (переважно гідрослюдисто-каолінітові глини) і тонкої кераміки (малозалізисті відмінності глин різного мінерального складу); у невеликій кількості для виготовлення промивальних рідин, а також для інших цілей.
В чорній та кольоровій металургії у великій кількості використовуються алюмосилікатні вогнетривкі вироби та матеріали, на виробництво яких витрачається майже 80 % видобутих у країні вогнетривких глин.
Вогнетривкі глини також використовують у будівельній індустрії та для декорів, бо вона має менше недоліків у використанні в порівнянні з білою чи червоною глиною. У сфері виробництва виготовляють шамотну плитку, яка завдяки своїм вогнетривким властивостям підходить для декорування гарячих зон камінів, печей тощо

## Промислово-генетичні типи покладів вогнетривких глин
Розрізняють три промислово-генетичних типи покладів вогнетривких глин: вивітрюваний (алювіальний), осадовий та аргілізації (гідротермально-метасоматичний). З них 99 % промислових запасів приходиться на родовища осадового типу.
Осадові поклади вогнетривких глин утворюються здебільшого за рахунок перемиву і перевідкладення потужних площових каолінітових і латеритних кір вивітрювання і зв'язаних з відповідними формаціями переливу й перевідкладення продуктів кори вивітрювання.
До цього типу належать майже всі відомі великі родовища, більшість з них — озерні.

## Вогнетривкі глини в Україні
Український щит характеризується великими перспективами для пошуків родовищ.
Балансом запасів УТДФ на 1 січня 1998 р. враховано п'ять родовищ вогнетривких глин: П'ятихатське (в полтавській світі) з запасами по категоріях А+В+С1 16 446 тис. тонн — розробляється Кіровоградським РУ (ВАТ) міністерство промисловості України. Протягом року було добуто 31 тис. т сировини, втрачено 1 тис. т Девладівське і Новопетрівське (в київській світі еоцену), Саксаганське і Первозванівське (в бучакській світі еоцену). Сумарні запаси по цих чотирьох родовищах становлять по категоріях А+В+С1 — 70 621 тис. т; С2 — 227 926 тис. тонн. Родовища не розробляються, перебувають у Державному фонді родовищ Держкомгеології України.